# Monty Python
Monty Python je naziv grupe britanskih komičara koju su činili Graham Chapman, John Cleese, Terry Gilliam, Eric Idle, Terry Jones i Michael Palin.  Grupa se okupila oko stvaranja televizijske serije Leteći cirkus Montyja Pythona, a zajedno su snimili i četiri filma, nekoliko glazbenih albuma i igrali kazališne predstave.

## Začetak
Palin i Jones su se poznavali još od Oxfordskog sveučilišta, dok su Cleese i Chapman zajedno pohađali Cambridge, te se skupina tako okupila putem prošlih poznanstva da zajedno rade na projektu za Britansku televiziju BBC.
Serija je započela s emitiranjem 1969. i odmah je privukla veliku pozornost radi svojeg odskakanja od "standardnog" humora. Osebujnost onog što je prozvano "Python" stil sastojala se od skečeva koji bi se često smatrali besmislenim i međusobno nepovezanim, a nerijetko ne bi ni imali završetak, a u nekim slučajevima niti početak. To je bio rezultat neobičnog kreativnog procesa Pythonovca koji bi radili skečeve u grupama po dvoje i tada se okupili zajedno, pa odlučili što od toga ulazi u emisiju. Riječima Cleesa: "ako bi smatrali da se predugo zamaramo sa završetkom za neki skeč, jednostavno bi ga prekinuli upola."
Također bitan za vizualni identitet emisije bile su nadrealističke animacije Terryja Gilliama koje su do danas ostale vizualni pečat Pythonovaca.
Tijekom emitiranja emisije, trupa je snimila dugometražni film "A sad, nešto sasvim drugačije" (1971.) koji je bio kolekcija starih skečeva (ponovno snimljenih) uz dodatak nekoliko koji su bili odbačeni u emisiji.

## Kraj emisije
Kako je emisija imala četiri sezone, tako se i posada pomalo umorila od rada. Nekoliko je Pythonovca kasnije priznalo da je pred kraj bilo dosta napetosti između nekih članova trupe, posebno s Chapmanom, koji je tada bio alkoholičar za kojeg je Cleese rekao kako je "bilo nemoguće raditi s njim". Situacija je dovela do toga da se Cleese povukao, tako da je zadnja sezona protekla bez njega.
Posljednja je epizoda (ukupno ih je bilo 45) emitirana 1974., kada je formalno završio Leteći Cirkus.

## Kasniji projekti
Stalne želje Britanske publike "za još Pythonovaca" dovele su do ponovnog ujedinjenja za film "Monty Python i Sveti gral" (1975.) o legendi o Kralju Arthuru koji je bio vrlo hvaljen i (prema Internet Movie Database ljestvici, po ocjeni korisnika) 48. najbolji film svih vremena.
Trupa se je razišla sljedećih godina, ali je samo John Cleese sa serijom Fawlty Towers postigao zapaženiji uspjeh. Ipak, želja za još Pythonovca je opet prevladala i skupina se opet okupila za film "Brianov život" (1979.) o nesuđenom proroku u doba Isusa.
Slijedio je film "Smisao života Montyja Pythona" (1983.) što je ujedno bio i zadnji veliki projekt Pythonovca.

## Utjecaj
Serija je stekla veliku popularnost i uspjeh, ostvarivši veliki utjecaj na moderni humor i popularnu kulturu. Unatoč tome što je od serije prošlo preko 40 godina, ime "Monty Python" još uvijek nosi posebno značenje većini ljubitelja humora i njihov stil i dan-danas doživljava mnoge imitacije i posvete.

## Naziv
Naziv Monty Python je odabran jer je članovima zvučao smiješno. Monty je bio nadimak legendarnog britanskog maršala iz 2. svjetskog rata, Lorda Montgomeryja, a Python (piton) je dodano radi komičnog efekta.  